# 博士公司
博士公司（英語：Bose Corporation，/boʊz/）是美國的一家音響、音訊設備和消費電子制造商，以其制造的博士音响和耳机而出名。

## 历史

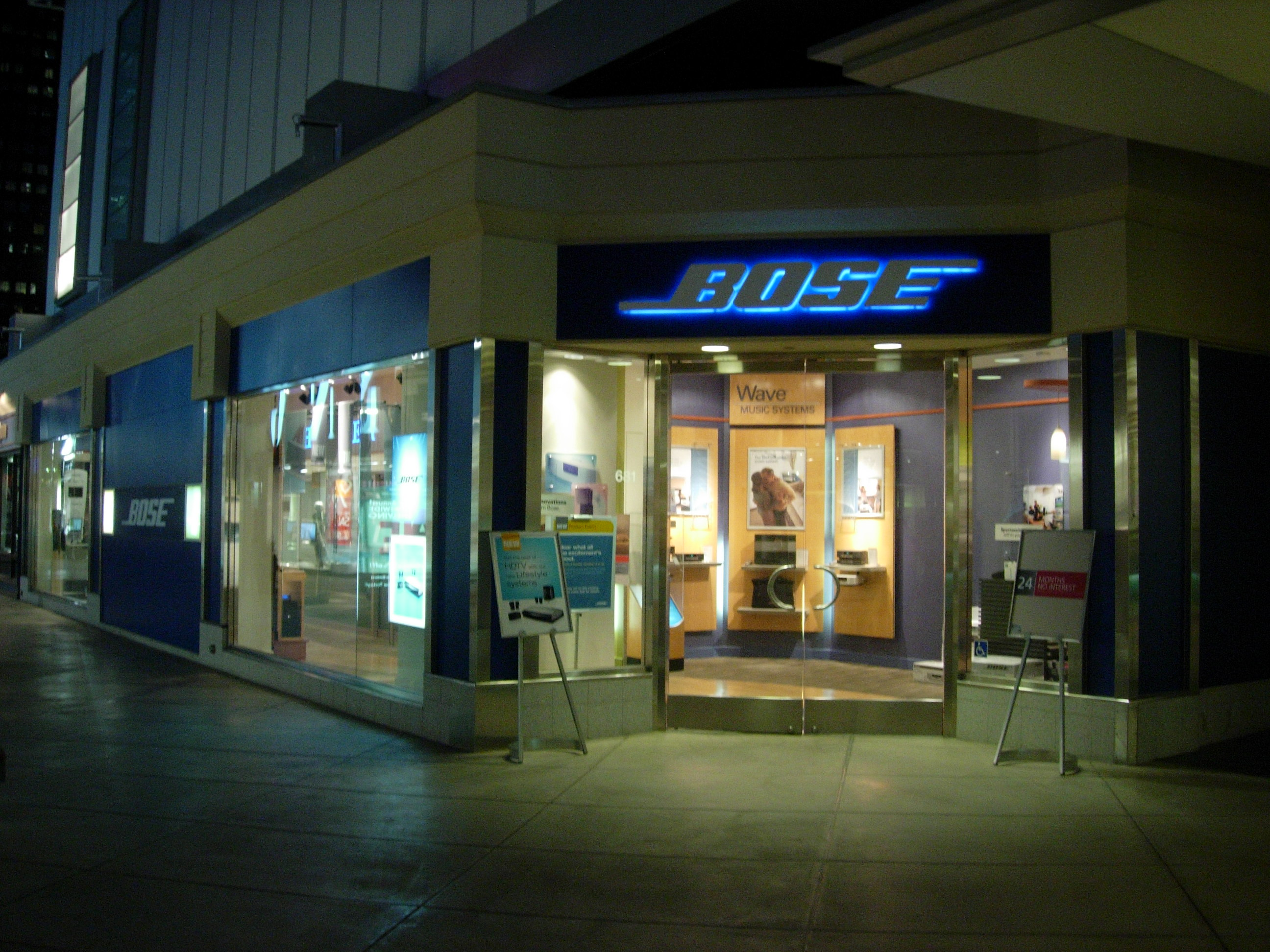
波士公司在世纪城的店铺

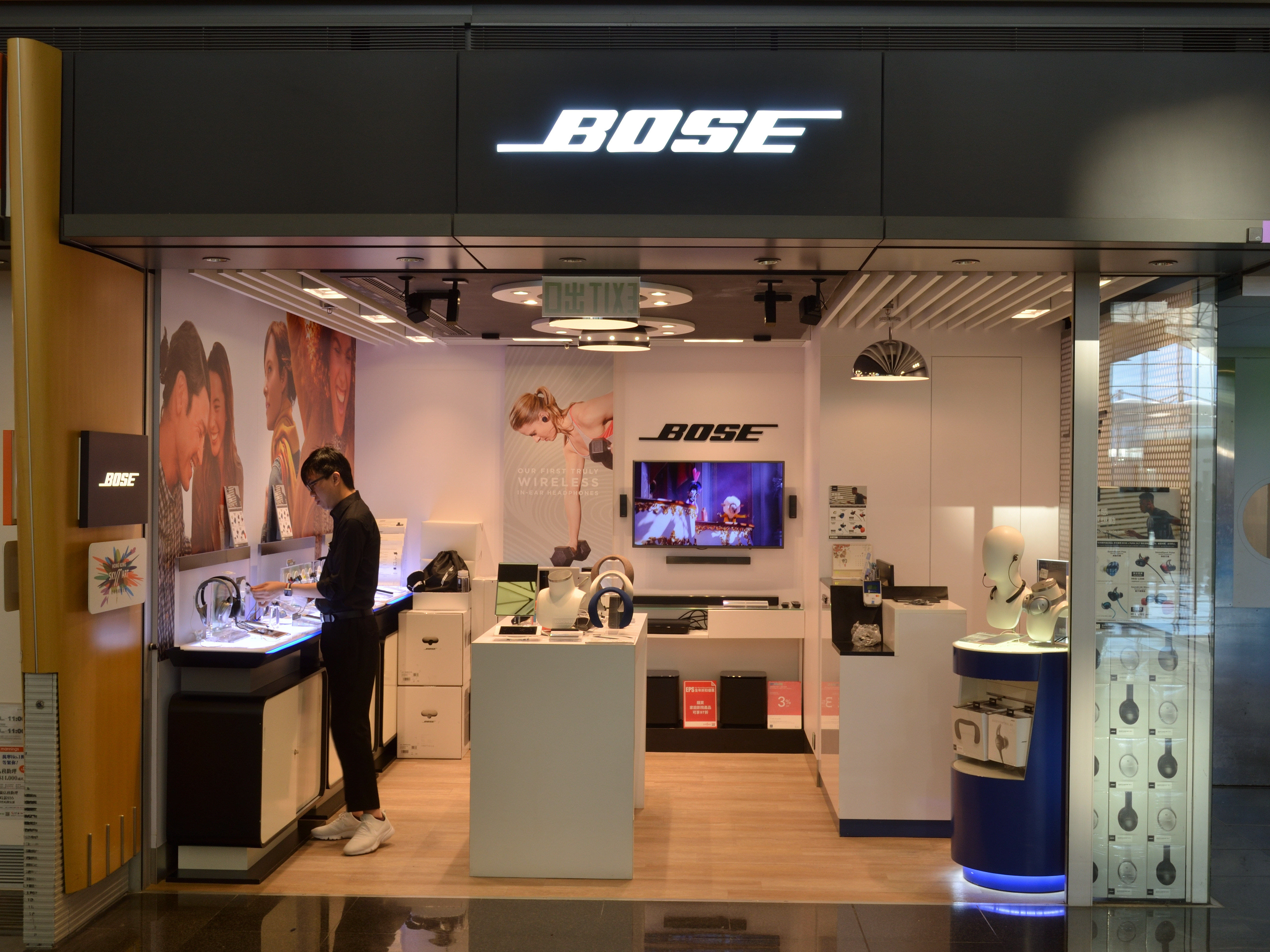
波士公司在香港国际机场的店铺

波士公司成立于1964年，由阿马尔·波士以及天使投资者的支持，在包括波士的论文导师和教授Y. W. 李在内的资助下，在马萨诸塞州成立。 波士对音响系统的兴趣始于1956年，当时他购买了一个音频系统，但对其表现感到失望。 公司的目标是开发使用多个扬声器的音响系统，将声音照射到周围的墙壁上，反射声音并再现音乐厅的音效。
1966年，波士公司推出了第一个产品Bose 2201。 这是一个非常特殊的设计，由22个扬声器组成，其中许多朝向听众背后。Bose 2201的设计是将其放置在房间的角落，利用墙壁的反射来增加房间的视觉大小。然而，Bose 2201在市场上失败，经过三到四年后便被停产。
在这一经历之后，波士得出结论，当时的音频系统测量技术（例如测量失真和频率响应）不是评估自然音效再现目标的有效方法。波士认为，评估音频质量最好的方法是听众的感知。
同样在1968年，该公司推出了Bose 901立体声扬声器系统，使用了八个中音驱动器朝向扬声器后方的墙壁，以及一个第九个驱动器朝向听众。这种设计的目的是在家庭听音空间实现反射声音在直接声音上的主导。与大多数系统中中音和高频扬声器直接朝向听众不同，901的设计是非常独特的。 901立刻取得了商业上的成功，在1970年代快速发展。波士公司的增长非常迅速。Bose 901型号成为波士产品线的主力产品之一，从1968年生产至2016年。
1991年，波士公司的一组研究人员揭穿了一项声称通过冷聚变产生能量的1989年实验。
第一家波士公司的零售店于1993年在基特里开业。
2011年，当时的主席和主要股东阿马尔·波士将公司的大部分无表决权股份捐赠给他曾经的雇主和母校，麻省理工学院。每年都会支付现金股息以“推进麻省理工学院的研究和教育使命”。然而，接受这些股份的条件规定，麻省理工学院不得出售它们，也不得参与公司的管理和治理。 阿马尔·波士于2013年去世后，鲍勃·马雷斯卡成为首席执行官。
在2016年6月，波士公司与Flex制造业延长了战略合作伙伴关系。波士公司在马来西亚和墨西哥的业务将转移到Flex公司。
到2017年底，马雷斯卡辞去了首席执行官职务，由波士总裁菲尔·赫斯接任。 马雷斯卡继续担任董事会主席。
2020年1月，波士宣布他们将关闭在北美、日本、欧洲和澳大利亚超过100家零售店。 他们将保留在线销售渠道，并通过Target、Best Buy和Amazon等渠道销售产品。
2020年1月底，总裁兼首席运营官吉姆·斯坎蒙取代了菲尔·赫斯。
2020年8月，波士任命了第一位女性首席执行官莉拉·斯奈德，她曾是Pitney Bowes的高管。 斯奈德将于2020年9月上任，她是麻省理工学院的校友，在那里获得了机械工程硕士和博士学位。